# Мечеть Байракли (Белград)
Мечеть Байракли (серб. Бајракли џамија / Bajrakli džamija, тур. Bayraklı Camii) — мечеть в Белграде (Сербия), единственная в городе, действует. Памятник культуры, расположена в историческом квартале вокруг Досифеева лицея.
Когда-то в Белграде было свыше 100 мечетей и много других мест моления (масджидов). Однако до наших дней дошел только один памятник исламской религиозной архитектуры, действующая мечеть Байракли, которая находится на улице Господар Јевремова, дом 11. Это одна из улиц, которая спускается к Дунаю и пересекается с несколькими другими улицами, в том числе и с улицей Краља Петра. Когда-то Байракли мечеть доминировала среди приземистых домишек торговцев и ремесленников, живших в торговой части белградского посада, которая называлась Зейрека.

## История
Была построена приблизительно в 1575 году, и является единственной мечетью в сербской столице из 273, которые существовали в течение правления Османской империи в Сербии.
Название мечети происходит от турецкого Bayrak - «флаг», Bayraklı — «с флагом».
Во время оккупации Сербии австрийцами (1717—1739), мечеть была преобразована в римско-католическую церковь; но после того, как турки отвоевали Белград обратно, она вновь стала мечетью.
Была подожжена 18 марта 2004 года во время волнений в Косове в ответ на поджоги албанцами сербских церквей. Восстановлена.
Сохранилось подробное описание Белграда XVII века, когда город находился под властью турок, принадлежащее перу известного османского писателя-путешественник Эвлии Челеби, который в своей книге отмечает, что в городе было много объектов исламской архитектуры. Во второй половине XIX века мечеть Байракли описали историки Константин Иречек и Джузеппе Барбанти-Бродано, а также географ и этнограф Феликс Каниц. Предполагается, что мечеть Байракли построена во второй половине XVII века на месте старого масджида по распоряжению турецкого султана Сулеймана II (1687—1691). Согласно современникам, сначала она называлась Чохаджи-хаджи Алия, а позднее Хуссеина-чохаджи. Своё нынешнее название мечеть получила в конце XVIII начале XIX веков. Поскольку она была главной мечетью города, в ней служил мувекит, человек, определявших священные дни по хиджре. В его обязанность также входило обслуживание часового механизма и вывешивание флага на минарете, что означало начало молитвы во всех отведенных для этого молельных местах города.
В XIX веке в период правления сербской династии Обреновичей — князя Михаила и короля Александра — в мечети периодически шли восстановительные работы.
Одна из реставраций началась в 1868 году после того, как князь Михаил поручил министру просвещения и церковных дел найти из имеющихся тогда в городе мечетей одну наиболее подходящую и сделать все необходимое для того, чтобы она стала действующим местом моления мусульман. Планировалось отремонтировать не только здание самой мечети, но и прилегающих к ней строений во внутреннем дворе. Министр просвещения и церковных дел 10 мая 1868 года направил Государственному совету Княжества Сербии акт следующего содержания:
Для того, чтобы магометане, проживающие и своими делами занимающиеся в Белграде, не оставались без религиозного утешения, Его Величество соблаговолили распорядиться, чтобы одну из здешних мечетей привести в порядок для совершения в ней молитвенных обрядов. Согласно этому высочайшему распоряжению, наиболее целесообразной выбрана «Байрак» мечеть, и министр строительства, по моей просьбе, послал специалистов осмотреть её саму и дом рядом с ней, где будет проживать ходжа…
Согласно указу князя Михаила, изданному в мае 1868 года, министр просвещения и церковных дел был обязан платить ходже по 240 талеров, а муэдзину по 120 талеров в год, тогда как прислуживающие в мечети содержались на доходы, получаемые от использования принадлежавшей мечети недвижимости (вакуфа). Первый имам и первый муэдзин были назначены в мечеть Байракли в том же 1868 году.
В период между двумя мировыми войнами реставрационные работы в мечети проводились в том числе и Городской мэрией, а в 1935 году она впервые была взята под охрану государства Указом об охране старейших зданий Белграда. Неоднократно мечеть реставрировалась и после Второй мировой войны Народным комитетом города Белграда и Институтом охраны и научного изучения памятников культуры, а начиная с 1960-х годов — Институтом охраны памятников культуры города Белграда. После повреждений 2004 года проведены работы по санации и реставрации каменного фасада и окон. Сейчас мечеть полностью восстановлена и действует.

## Архитектура
По своей архитектуре мечеть принадлежит к типу зданий с единым кубическим пространством, куполом и минаретом, массивными стенами и минимумом окон и дверей. В качестве строительного материала в основном использован камень, а некоторые сегменты фасада сделаны из камня и глины. В плане мечеть имеет квадратное основание, тогда как восьмиугольный световой барабан с куполом, поддерживают ориентальные арки и ниши (тромпы) со скромной декорацией консолей. На фасаде окна расположены асимметрично, зато на каждой из восьми сторон светового барабана имеется по одному окну. Несущие элементы свода и оконные проёмы в здании заканчиваются преломленными арками. К внешней северо-западной стене мечети пристроен узкий круглый минарет с конусообразным наконечником. Наверху, по всех окружности минарета проходит балкон (шерефе). Оттуда муэдзин призывает верующих на молитву. В зале мечети, напротив входа находится священное для ислама пространство для моления (михраб), неглубокая ниша с богато украшенным сводом, расположенная в юго-восточной части помещения, в направлении священного города Мекки. Справа от михраба, в юго-западном направлении, расположена деревянная кафедра (минбар). Над входом находится деревянная галерея (махфил), через которую можно попасть на балкон.
Внутреннее убранство мечети весьма скромно. Стены неотштукатурены, поэтому виден материал, которого они построены. Их украшают отдельные панно с флоральным и геометрическим орнаментом, а также изящные скрижали (левхи) со строками стихов из Корана, именами первых халифов и перечислением величественных достоинств Аллаха, написанными каллиграфической арабской вязью. В давние времена в мечеть входили через трехарочный портал, на каждой арке которого было по куполу. Во дворе мечети находится фонтан для совершения омовения пришедшими на молитву верующими. Мечеть Байракли является главным очагом исламской культуры в Белграде. В наше время её не так легко заметить за многоэтажными домами по улице Господар Јевремова.
Почтенный возраст мечети Байракли, её уникальность, сохранение до наших дней своего прямого назначения, как действующего религиозного объекта, и в то же время презентация исламской религиозной архитектуры и культуры позволили включить её в 1946 году в список охраняемых государством памятников культуры, а в 1979 году она была объявлена памятником культуры особого значения (Решение. «Службенигласник» СРС, Nо.14/79).

## Галерея

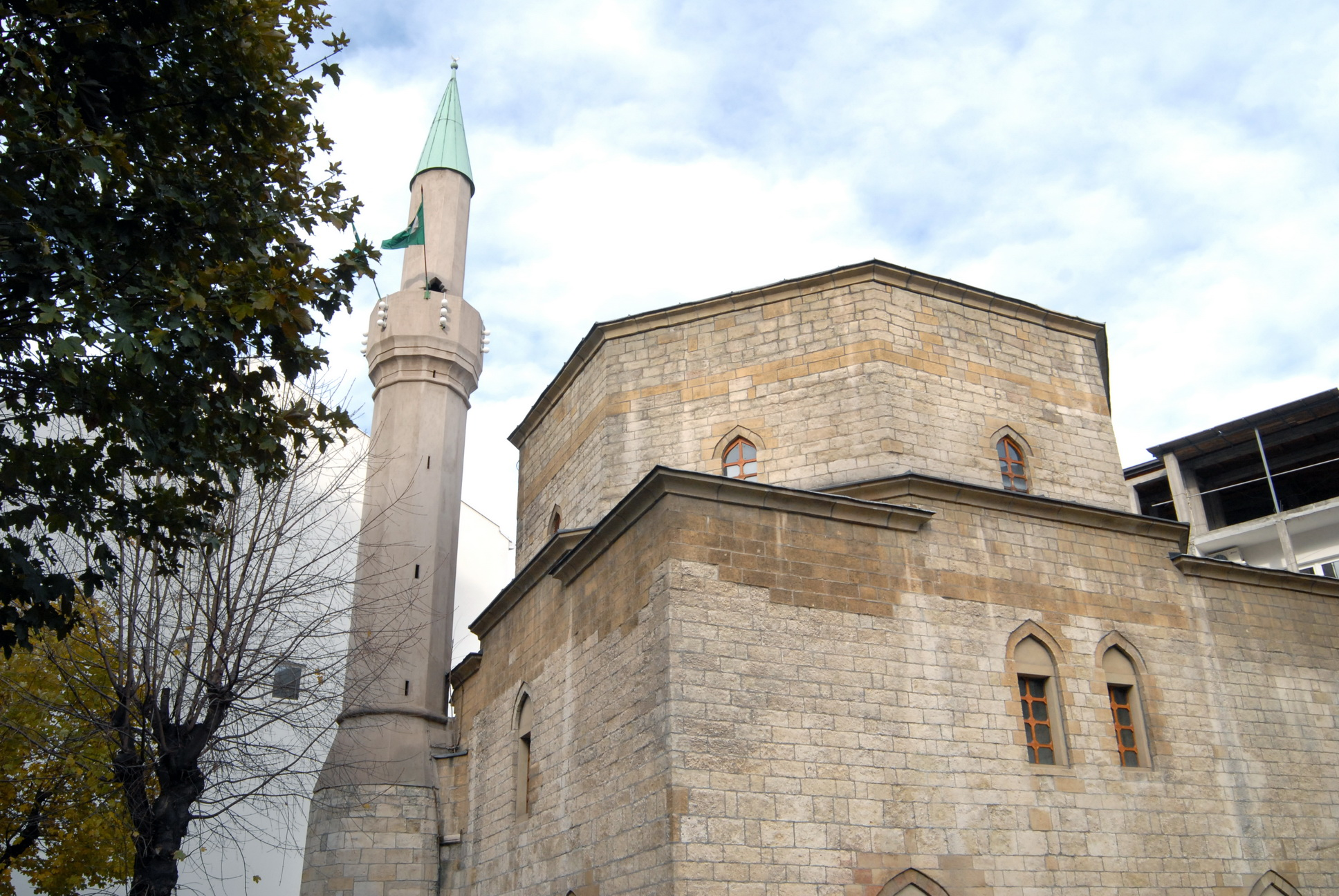
Внешний вид мечети Байракли
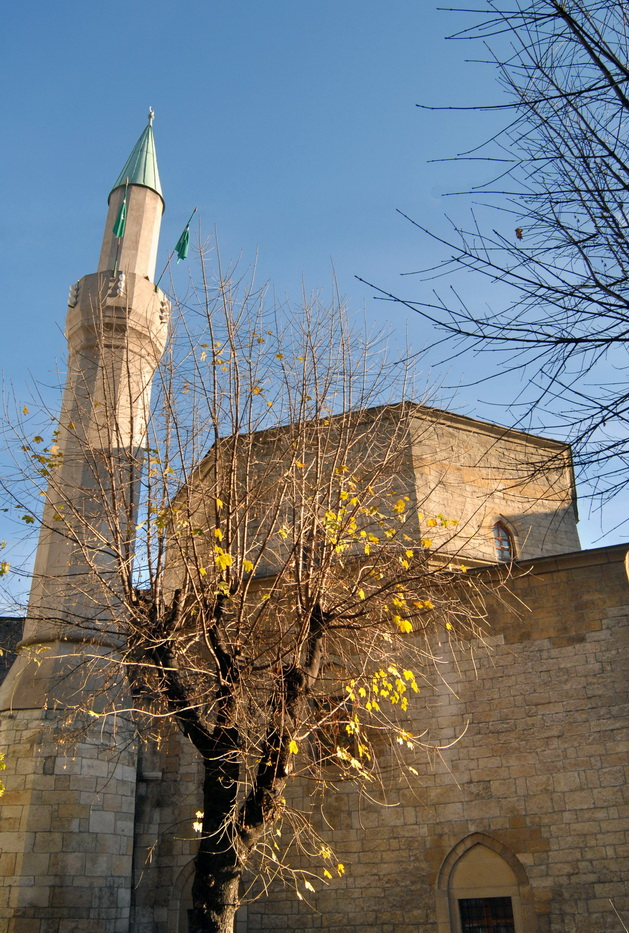
Внешний вид мечети
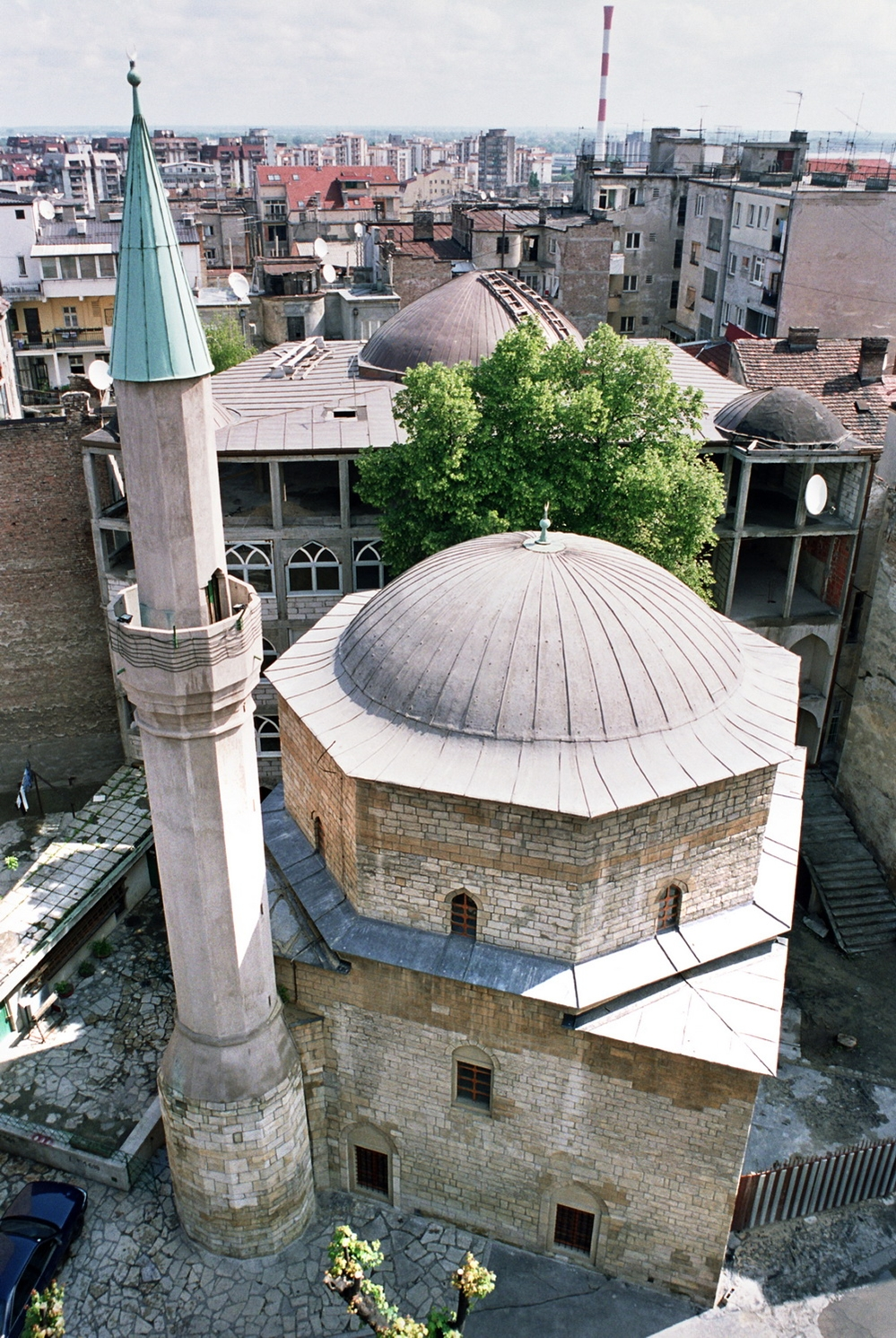
Внешний вид мечети
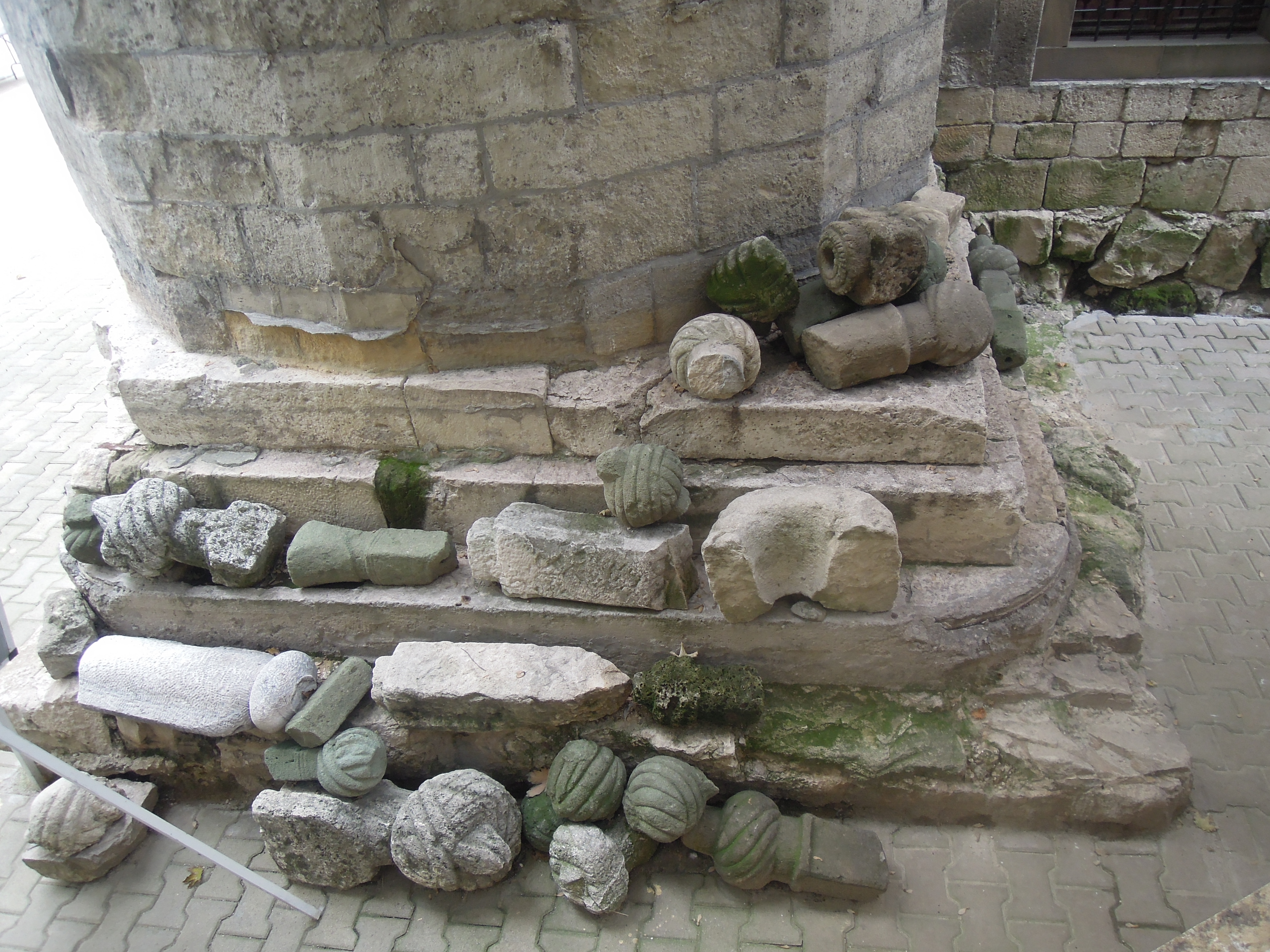
Внешний вид мечети
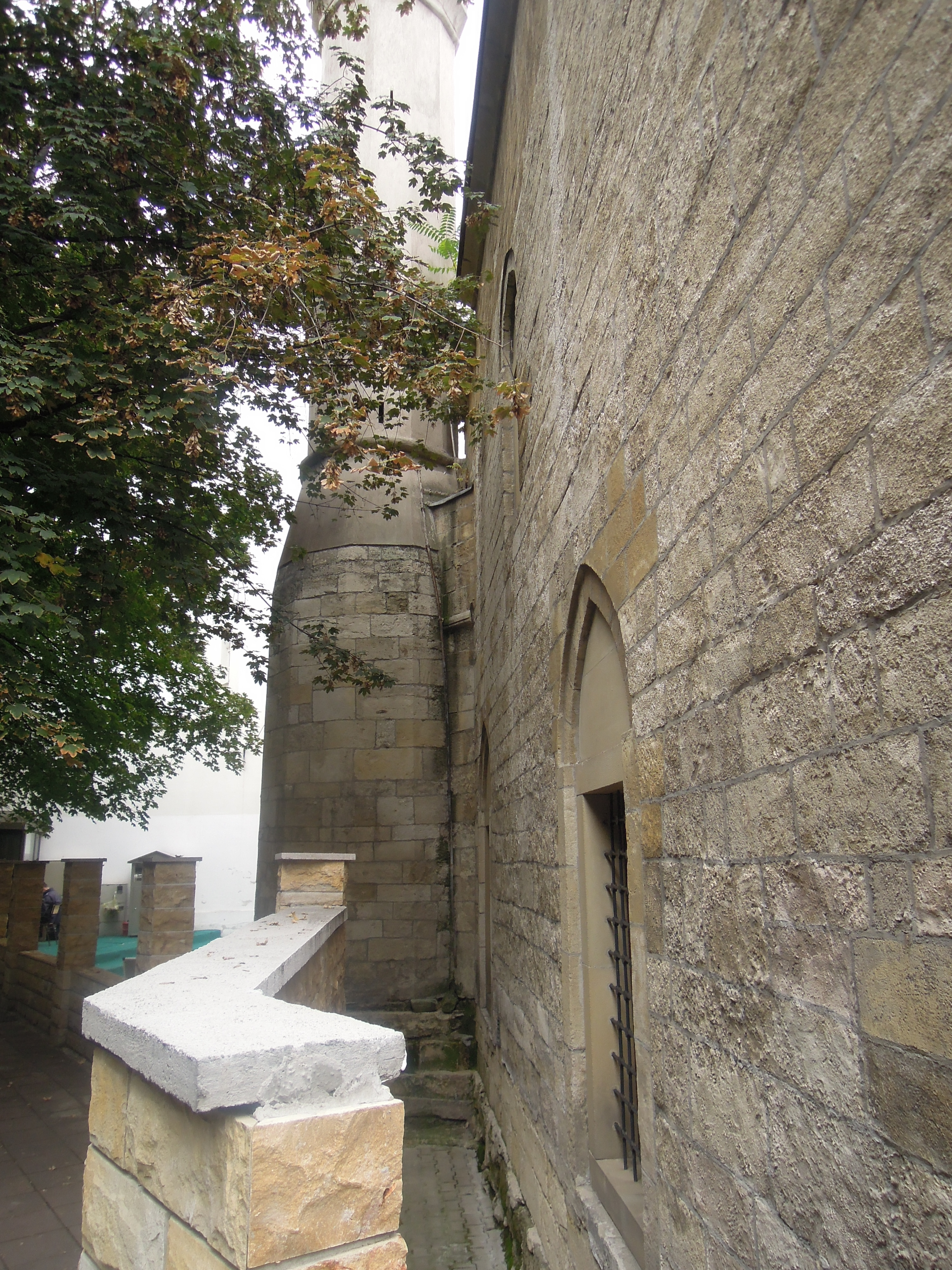
Внешний вид мечети
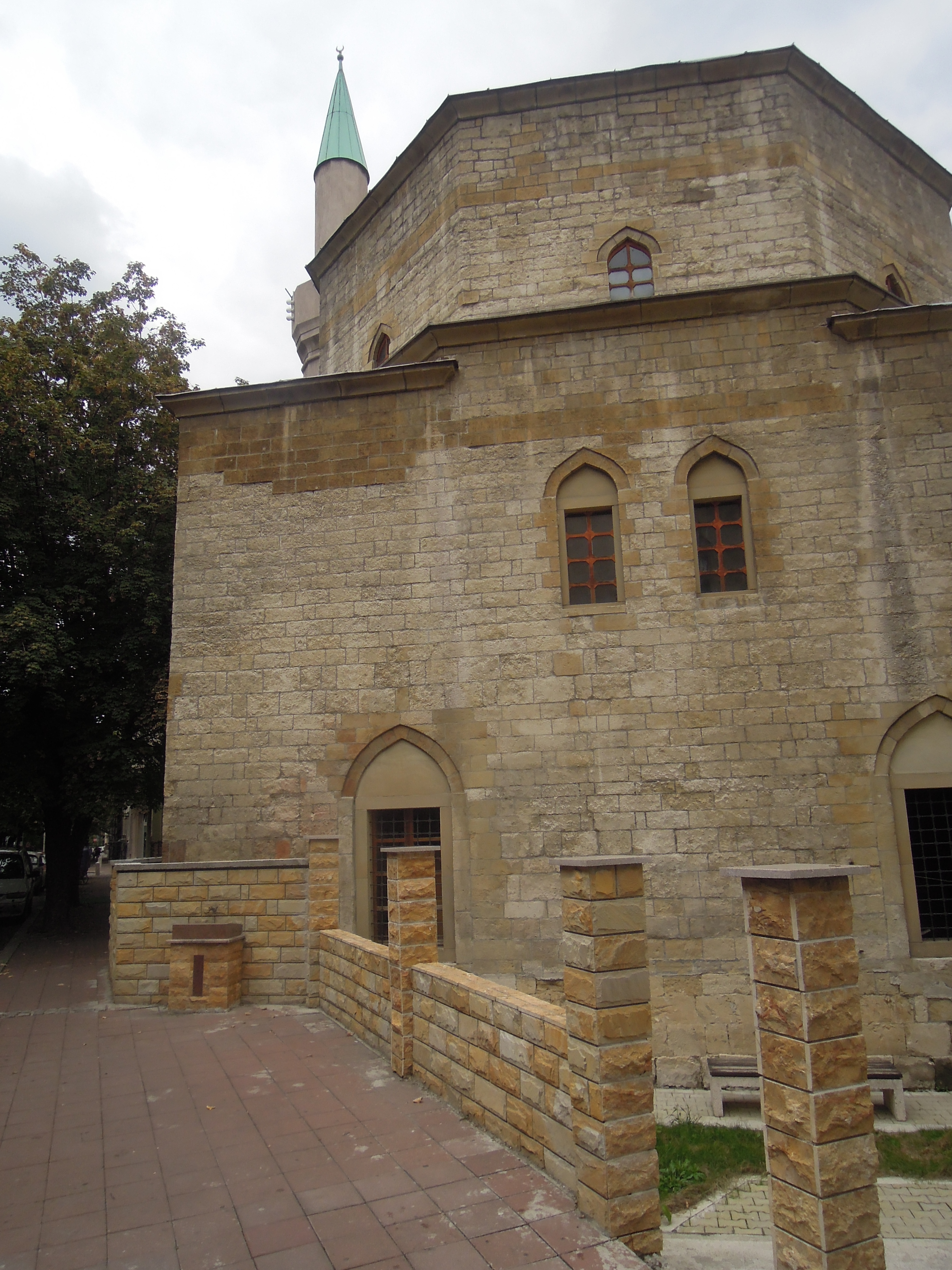
Внешний вид мечети
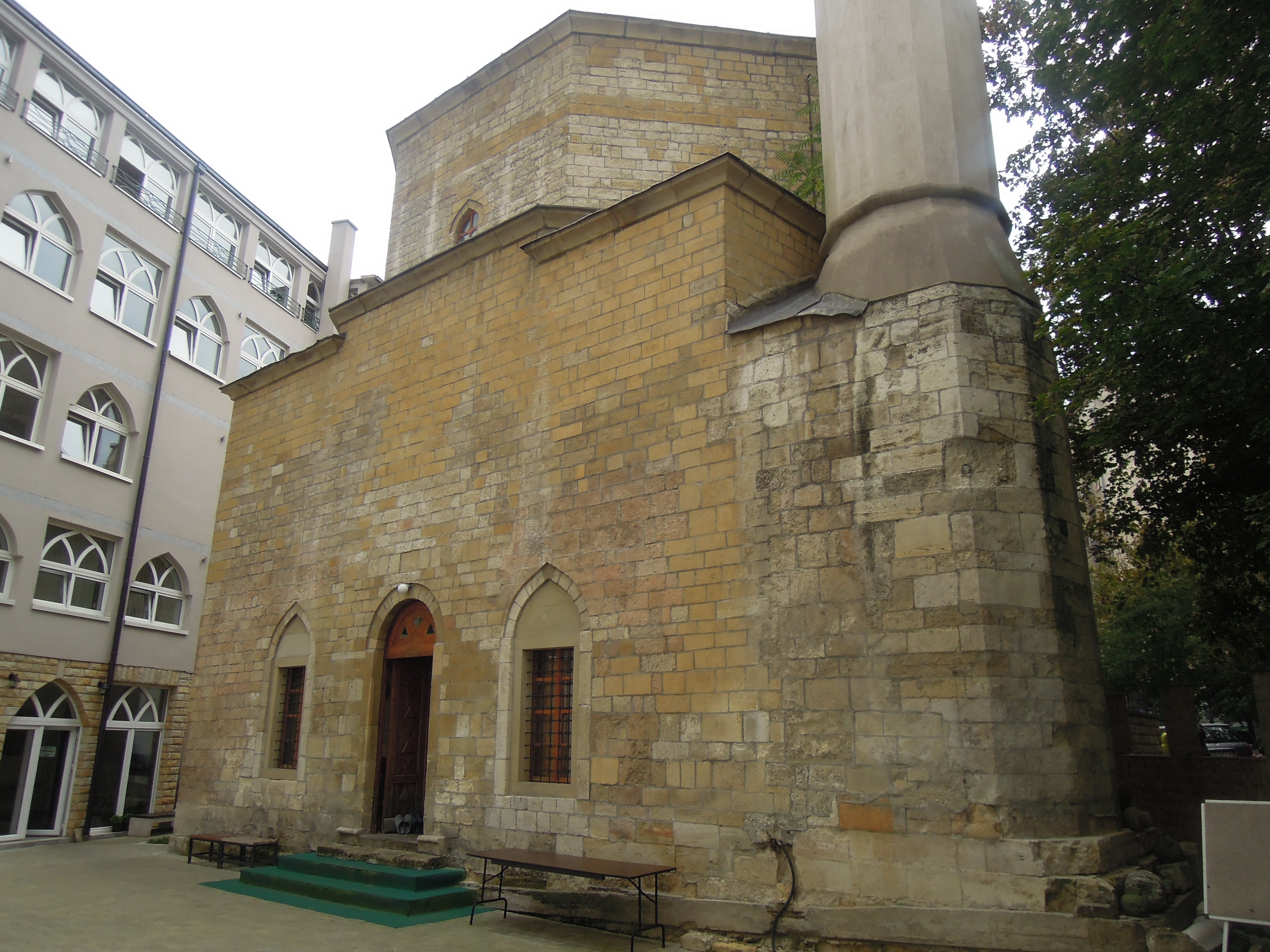
Внешний вид мечети
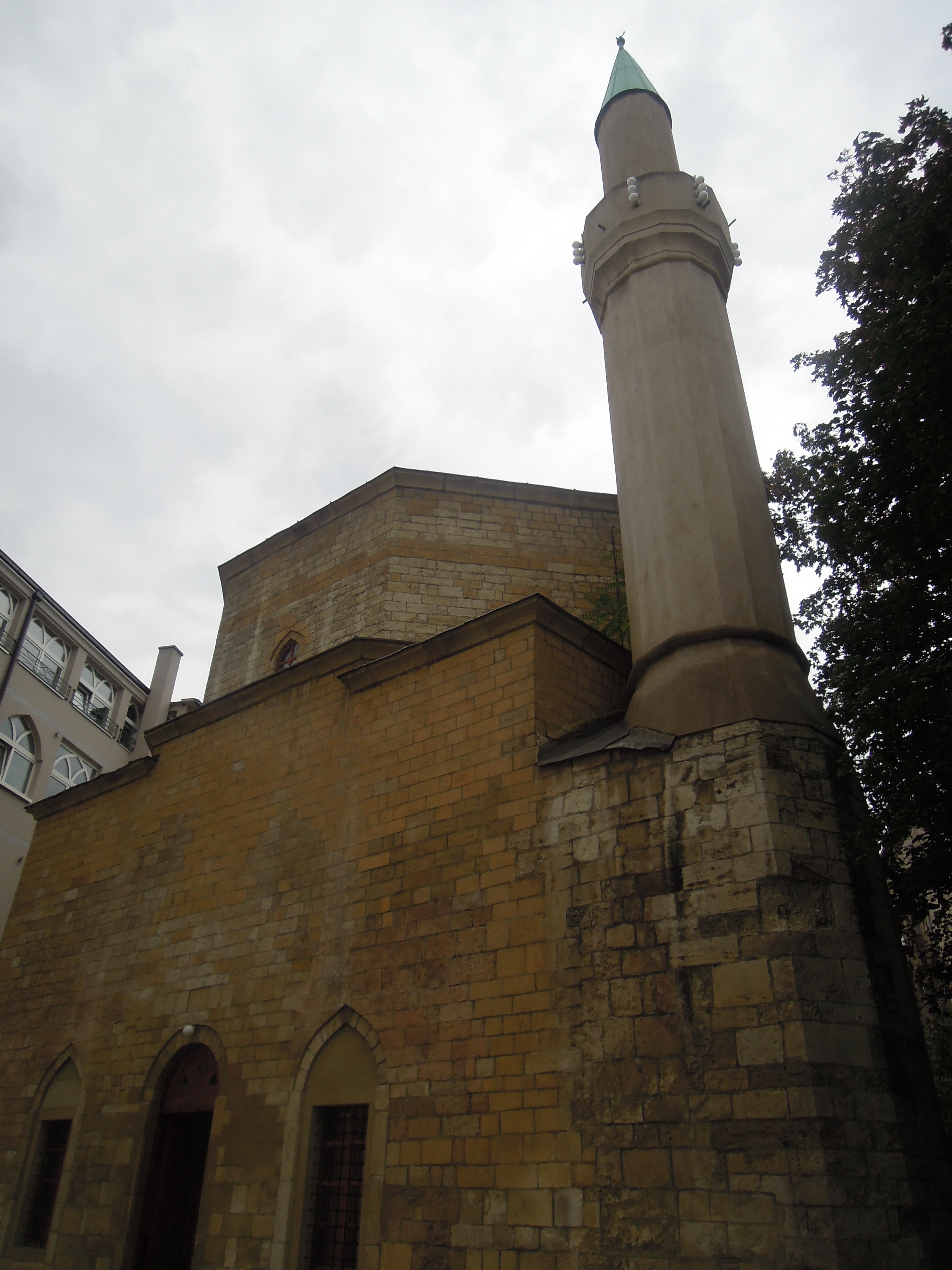
Внешний вид мечети
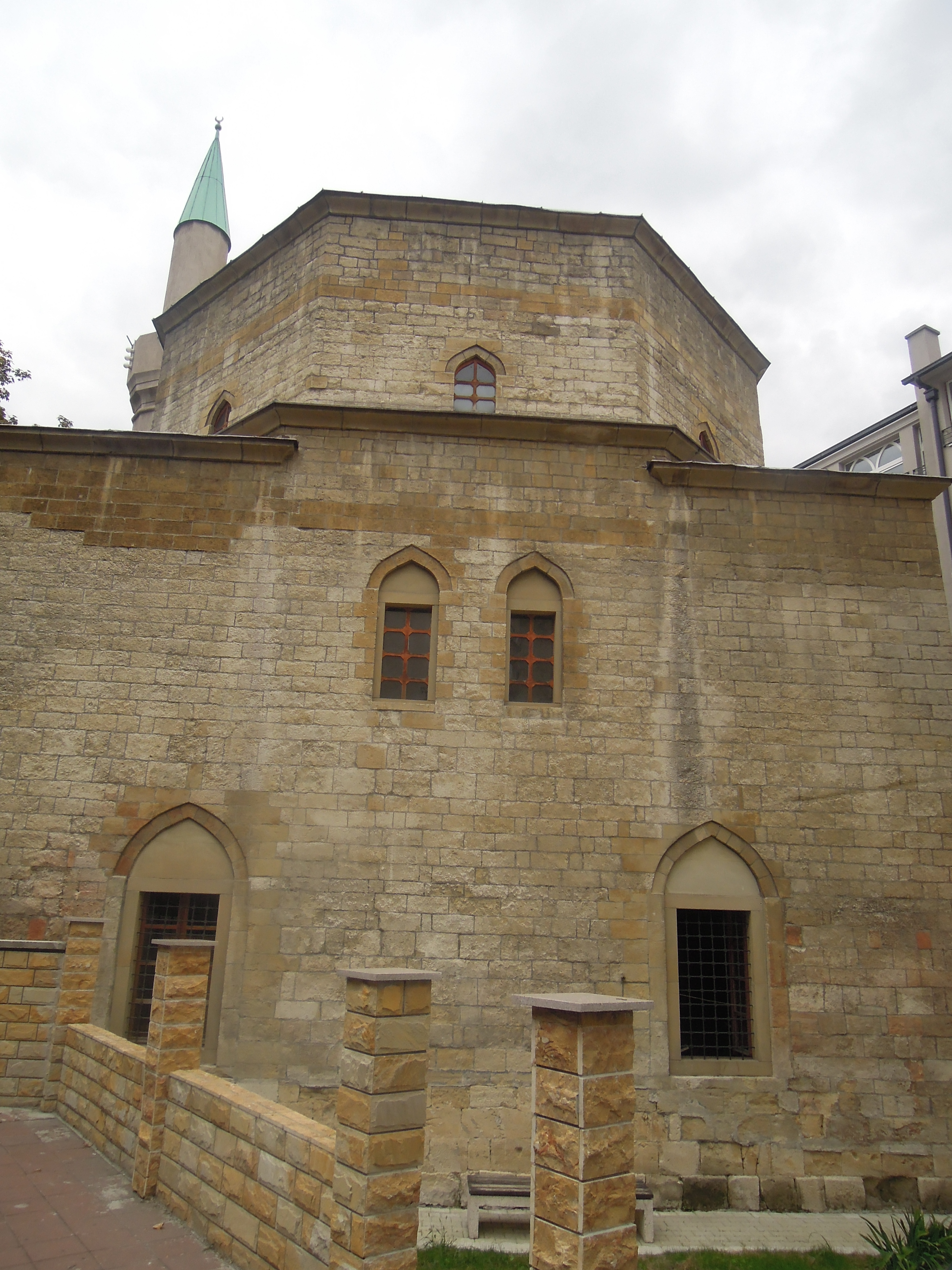
Внешний вид мечети
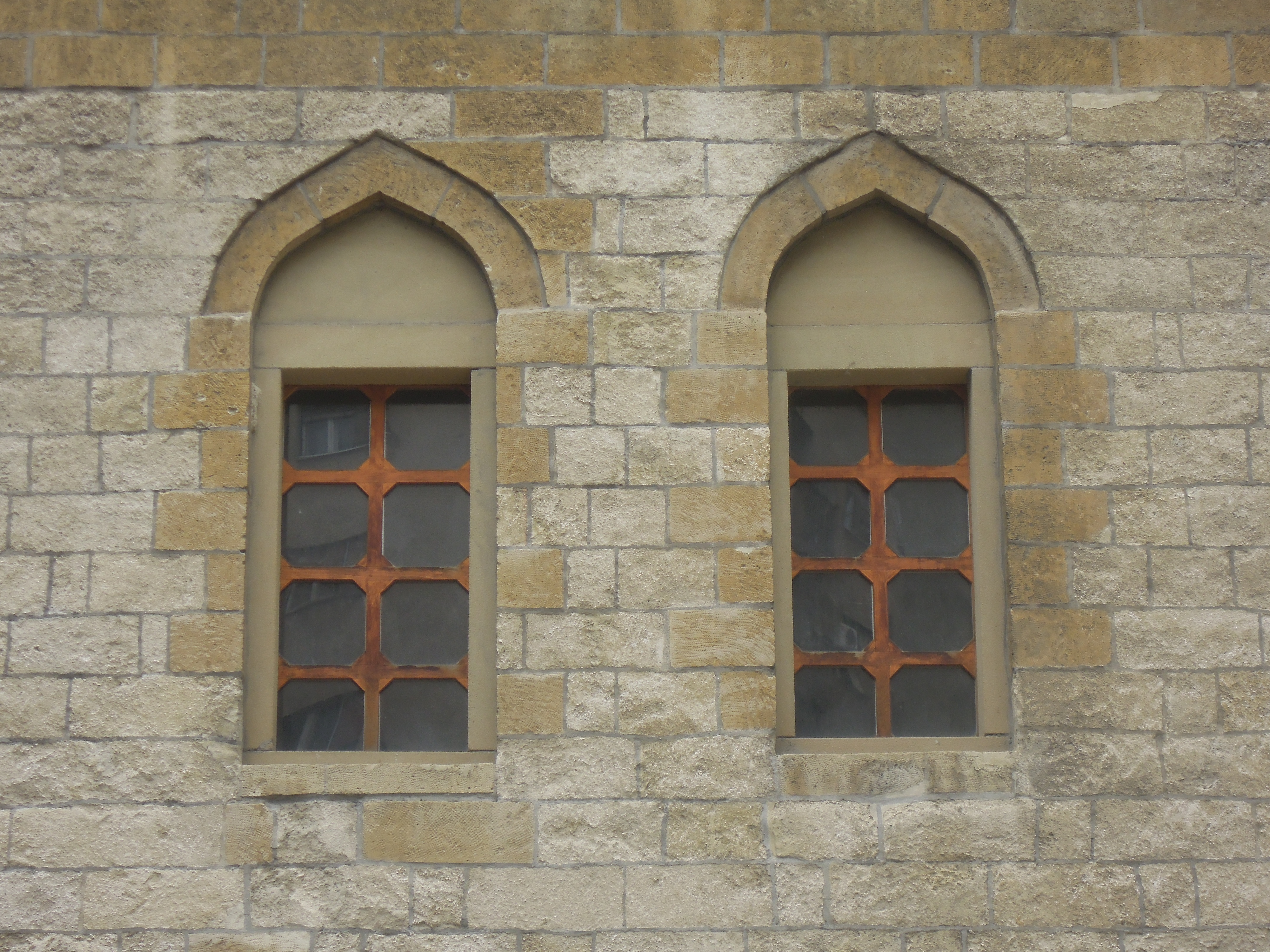
Внешний вид мечети
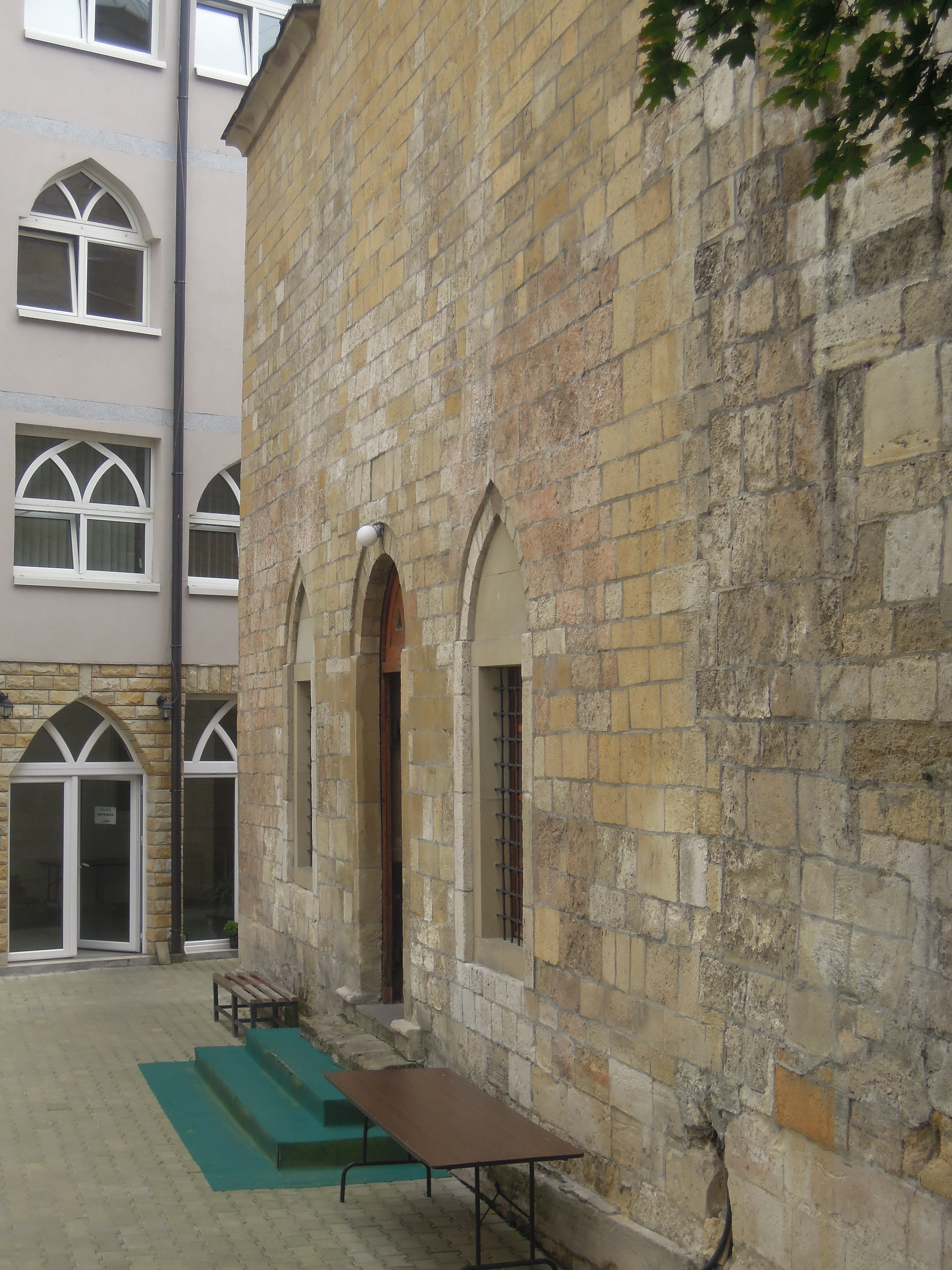
Внешний вид мечети
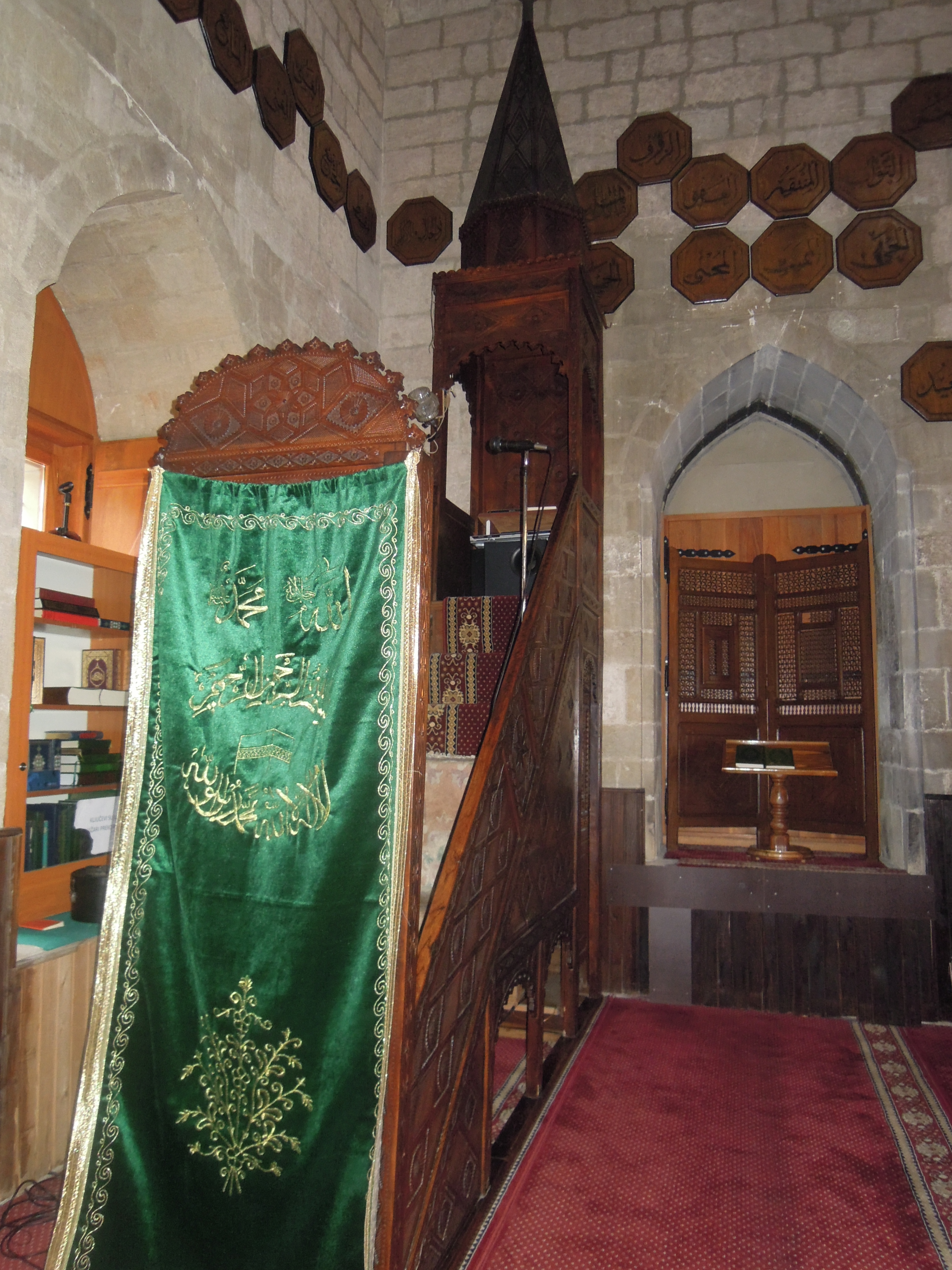
Интерьер мечети
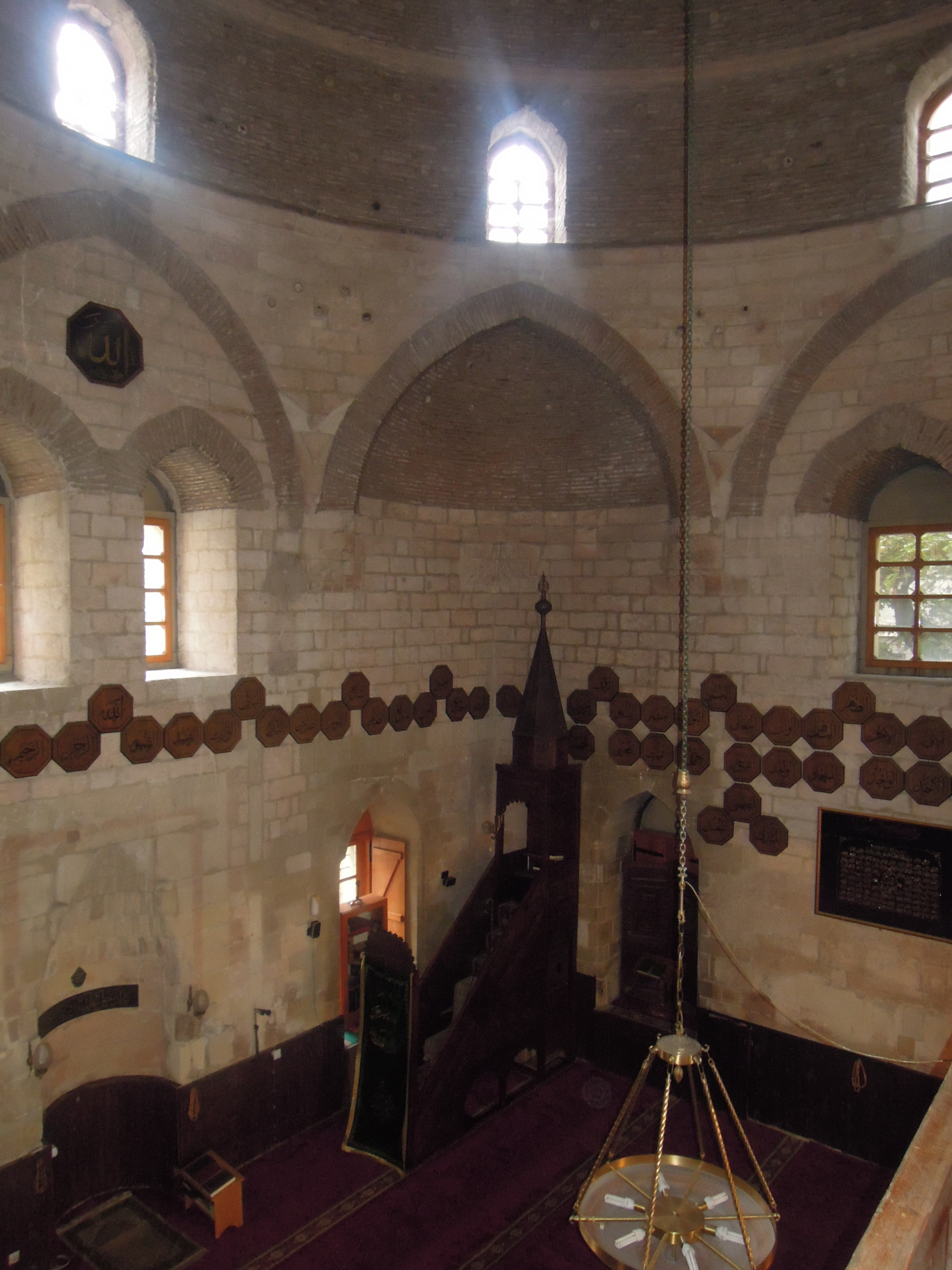
Интерьер мечети